# San Vicente de Froyán
Froyán (llamada oficialmente San Vicenzo de Froián) es una parroquia española del municipio de Sarria, en la provincia de Lugo, Galicia.

## Otras denominaciones
La parroquia también es conocida por los nombres de San Vicente de Froián y San Vicente de Froyán.

## Organización territorial
La parroquia está formada por cuatro entidades de población:
- Lavandeira
- Sabadelle
- Sixto (O Sisto)
- Vilanova

## Demografía
| Gráfica de evolución demográfica de Froyán entre 2000 y 2021 |
|                                                              |
| Datos según el nomenclátor publicado por el INE.             |